# Форт, Эктор
Э́ктор Форт Гарси́я (исп. Héctor Fort García; род. 2 августа 2006, Барселона) — испанский футболист, защитник и правый вингер клуба «Барселона». 

## Клубная карьера
13 декабря 2023 года Форт дебютировал за основную команду «Барселоны» в матче Лиги чемпионов УЕФА против клуба «Антверпен». 7 января 2024 года Эктор впервые вышел в стартовом составе «Барселоны» в матче Кубка Испании против «Барбастро» и отличился голевой передачей. 27 января 2024 года Форт впервые сыграл в Чемпионате Испании, выйдя в стартовом составе, в матче против «Вильярреала».

## Статистика выступлений

### Клубная карьера
| Клуб             | Сезон            | Лига | Лига | Кубок | Кубок | Еврокубки | Еврокубки | Другие | Другие | Итого | Итого |
| Клуб             | Сезон            | Игры | Голы | Игры  | Голы  | Игры      | Голы      | Игры   | Голы   | Игры  | Голы  |
| ---------------- | ---------------- | ---- | ---- | ----- | ----- | --------- | --------- | ------ | ------ | ----- | ----- |
| Барселона        | 2023/24          | 5    | 0    | 2     | 0     | 1         | 0         | 0      | 0      | 8     | 0     |
| Барселона        | Итого            | 5    | 0    | 2     | 0     | 1         | 0         | 0      | 0      | 8     | 0     |
| Всего за карьеру | Всего за карьеру | 5    | 0    | 2     | 0     | 1         | 0         | 0      | 0      | 8     | 0     |

## Достижения
«Барселона»
- Чемпион Испании: 2024/25
- Обладатель Кубка Испании: 2024/25
- Обладатель Суперкубка Испании: 2025